# Yutaka Matsushige
Yutaka Matsushige (松重豊?, Matsushige Yutaka; Fukuoka, 19 gennaio 1963) è un attore giapponese.

## Biografia
Entrato nel mondo dello spettacolo nella metà degli anni ottanta, ha partecipato in ruoli di primo piano sia al cinema, con pellicole cinematografiche dirette da Takashi Miike, sia in televisione con una serie di dorama di successo a fianco di attori idol maschili come Tomohisa Yamashita, Shun Oguri, Haruma Miura e Kazuya Kamenashi.

## Filmografia

### Cinema
- 2024: Cloud (クラウド?)
- 2021: Inu-ō - voce
- 2018: Cafe Funiculi Funicula (コーヒーが冷めないうちに)
- 2015: Solomon's Perjury Part 2: Judgement
- 2015: Solomon's Perjury Part 1: Suspicion
- 2015: Miss Hokusai - Mirto Crespo - voce
- 2013: Riaru Kanzen Naru Kubinagaryu no Hi - Haruhiko
- 2013: Ore Ore - Detective Akune
- 2013: Tantei wa Bar Ni Iru 2 - Aida
- 2012: Outrage Beyond - Detective Shigeta
- 2012: Kirin no Tsubasa: Gekijoban Shinzanmono - Kobayashi
- 2011: DOG x POLICE: Junpaku no Kizuna
- 2011: Tantei wa Bar ni Iru - Aida
- 2010: Odoru Daisosasen 3 - Capo di una disposizione esplosivo
- 2010: Kokou no Mesu - Go Sanegawa
- 2010: Hanamizuki
- 2009: Dea dokuta
- 2009: Crows Zero II
- 2008: K-20: Legend of the Mask (Kē-Tuentī: Kaijin Nijū Mensō Den)
- 2008: Tokyo!
- 2007: Smile Seiya no Kiseki
- 2007: Crows Zero
- 2007: Adrift in Tokyo (Tenten)
- 2007: Little DJ~Chiisana Koi no Monogatari
- 2007: Zukan ni Nottenai Mushi
- 2007: Shaberedomo Shaberedomo
- 2007: Sukiyaki Western Django
- 2007: Like a Dragon
- 2007: Shisei: Ochita Jorogumo
- 2006: Kyacchi Boru-ya
- 2006: Sun Scarred
- 2006: Rough
- 2006: Check It Out, Yo!
- 2006: Korogare! Tamako / Princess in an Iron Helmet
- 2005: Shinobi
- 2005: Turtles Are Surprisingly Fast Swimmer (Kame wa Igai to Hayaku Oyogu)
- 2005: Irasshaimase, Kanja-sama
- 2005: Gokudo no Onna-tachi: Joen
- 2005: Simsons
- 2005: Kikoyuruya
- 2004: Lady Joker
- 2004: Blood and Bones (Chi to Hone)
- 2004: Believer
- 2004: Lost
- 2003: The Call - Non rispondere
- 2003: Chakushin Ari
- 2003: Dragon Head
- 2003: Last Life in the Universe
- 2003: Eau de Vie
- 2003: T.R.Y.
- 2003: ROCKERS
- 2002: Doing Time (Keimusho no Naka)
- 2001: Shura Yukihime / The Princess Blade
- 2001: Go Heat Man!
- 2001: Satorare
- 2001: Red Shadow: Akakage
- 2001: Minna no Ie (All About Our House)
- 2000: Hakata Movie: Chinchiromai
- 2000: Sanmon Yakusha
- 2000: Eureka
- 1999: EM Embalming (EM Enbāmingu)
- 1999: Gojira 2000 - Millennium
- 1999: Charisma
- 1999: Adrenaline Drive (Adorenarin doraibu)
- 1998: The Spiral
- 1998: Ring
- 1995: A Last Note (Gogo no Yuigon-jo)

### Televisione
- Death Note (NTV, 2015)
- Shinigami-kun (Tv Asahi, 2014)
- dinner (Fuji TV, 2013)
- Yae no Sakura (NHK, 2013)
- Kodoku no Gurume 2 (TV Tokyo, 2012)
- Osozaki no Himawari (Fuji TV, 2012)
- Hitori Shizuka (WOWOW, 2012)
- Summer Rescue (TBS, 2012)
- Answer (TV Asahi, 2012)
- Unmei no Hito (TBS, 2012)
- Kodoku no Gurume (TV Tokyo, 2012)
- Ore no Sora: Keiji Hen (TV Asahi, 2011)
- Shinya Shokudo 2 (TBS, MBS, 2011)
- Majutsu wa Sasayaku (Fuji TV, 2011)
- Last Money ~ Ai no Nedan (NHK, 2011)
- Don Quixote (NTV, 2011)
- Good Life ~ Arigato, Papa. Sayonara (TBS, 2011)
- Control ~ Hanzai Shinri Sousa (Fuji TV, 2011, ep. 6)
- Propose Kyodai (Fuji TV, 2011)
- Kenji Onijima Heihachiro (TV Asahi, 2010)
- Clone Baby (TBS, 2010)
- Natsu no koi wa nijiiro ni kagayaku as Aoki Hisao (Fuji TV, 2010)
- Atami no Sousakan (TV Asahi, 2010)
- Bloody Monday 2 (TBS, 2010)
- Fumo Chitai (Fuji TV, 2009)
- Shinya Shokudo (MBS, 2009)
- Call Center no Koibito (TV Asahi, 2009)
- Mr. Brain (TBS, 2009, ep. 2)
- Arifureta Kiseki (Fuji TV, 2009)
- Prisoner (WOWOW, 2008)
- Bloody Monday (TBS, 2008)
- Myu no Anyo Papa ni Ageru (NTV, 2008)
- Taiyō to umi no kyōshitsu (Fuji TV, 2008, ep1)
- Proposal Daisakusen SP (Fuji TV, 2008)
- Hachimitsu to Clover (Fuji TV, 2008)
- Ten to Chi to (TV Asahi, 2008)
- Aoi Hitomi to Nuage (WOWOW, 2007)
- Chiritotechin (NHK, 2007)
- Onna Keiji Mizuki 2 (TV Asahi, 2007)
- Proposal Daisakusen (Fuji TV, 2007)
- Haikei, Chichiue-sama (Fuji TV, 2007)
- Byakkotai (film) (TV Asahi, 2007)
- Meitantei Conan 10 shūnen drama special - Kudō Shin'ichi e no chōsenjō - Sayonara made no prologue (YTV, 2006)
- Uramiya Honpo (TV Tokyo, 2006, ep2)
- 59-banme no Proposal (NTV, 2006)
- Busu no Hitomi ni Koishiteru (Fuji TV, 2006)
- Saiyuki (serie televisiva) (Fuji TV, 2006, ep9)
- Climber's High (NHK, 2005)
- Onna Keiji Mizuki (TV Asahi, 2005)
- Yagyu Jubei Nanaban Shobu (NHK, 2005)
- Division 1 Yuku na! Ryoma (Fuji TV, 2005)
- Water Boys Final (Fuji TV, 2005)
- Tokyo Friends (Fuji TV, 2005)
- Rikon Bengoshi 2 (Fuji TV, 2005)
- Kokoro no Kudakeru Oto (WOWOW, 2005)
- Yonimo Kimyona Monogatari Jigoku wa man'in (Fuji TV, 2004)
- Sheeraza Do (NHK, 2004)
- Last Present (NTV, 2004)
- Boku to kanojo to kanojo no ikiru michi (2004)
- Ranpo R Jigoku no Dokeshi (NTV, 2004)
- Fire Boys (Fuji TV, 2004)
- Taikoki (Fuji TV, 2003)
- Kyohansha (NTV, 2003)
- Kaettekita Locker no Hanako-san (NHK, 2003)
- Kao (Fuji TV, 2003)
- Saigo no Bengonin (NTV, 2003)
- Double Score (Fuji TV, 2002, ep4)
- Locker no Hanako-san (NHK, 2002)
- Tentai Kansoku (KTV, 2002)
- Hitonatsu no Papa e (TBS, 2002)
- Ashita ga Arusa (NTV, 2001, ep10)
- Tokimune Hojo (NHK, 2001)
- Yomigaeru Kinro (NTV, 1999)
- Africa no Yoru (Fuji TV, 1999)
- Shota no Sushi (Fuji TV, 1996)

## Doppiatori italiani
- Enrico Di Troia in The Spiral
- Oliviero Corbetta in Shinobi
- Enrico Pallini in Sukiyaki Western Django
- Massimo Lodolo in Outrage Beyond
- Stefano Valli in Outrage Coda

Da doppiatore è sostituito da:
- Pino Insegno in Miss Hokusai - Mirto Crespo
- Dario Oppido in Inu-Oh